# Fabio Vásquez
Fabio Vásquez Castaño (Calarcá, 1940 – La Habana, 10 de diciembre de 2019) fue un guerrillero colombiano. 
Cofundador de la guerrilla del  Ejército de Liberación Nacional (ELN) y su líder desde su creación en 1964 hasta 1973,cuando fue destituido de su cargo; a su salida, el ELN quedó casi desmantelado hasta 1983, cuando el sacerdote español Manuel Pérez, alias "El Cura Pérez", asumió el mando de la guerrilla después de reorganizarla.

## Biografía
Nació en Calarcá (Quindío), otra versión dice que fue en Pijao (Quindío) en 1940, fue parte de una familia de 9 hermanos. Su padre campesino caficultor fue asesinado en La Violencia a machetazos durante esta época, un evento traumático que lo influenció profundamente y contribuyó a su radicalización y decisión de unirse a la lucha armada, junto con sus hermanos Manuel y Antonio. Trabajó como cajero en Pereira (Risaralda), donde se acercó a los movimientos estudiantiles. Trato de formar parte de varios grupos armados ilegales hasta que creó las filas del ELN.
Según el activista y exguerrillero del ELN; Jaime Arenas Reyes, entrevistado por Germán Castro Caycedo lo describió como un hombre inteligente, poco instruido, de gran "malicia indígena", que prefería defender sus argumentos con balas en lugar de dar argumentos y que no dudaba en hacer fusilar a sus propios amigos cuando existían diferencias ideológicas.[cita requerida]

### Fundación del ELN
El ELN fue fundado en 1964, inspirado en la Revolución Cubana y en las ideas de figuras revolucionarias como Ernesto "Che" Guevara. Fabio Vásquez fue uno de los líderes fundadores de esta guerrilla. Sin embargo, con el tiempo, su liderazgo fue cuestionado debido a varias controversias y desacuerdos internos.
En 1960 surge el Frente Unido de Acción Revolucionaria (FUAR), que desplegó su influencia entre campesinos de la Costa Caribe, hablaban de lucha armada sin llegar a consolidarla, y tuvieron apoyo de gaitanistas como Gloria Gaitán, hija del caudillo liberal Jorge Eliécer Gaitán, Luis Emiro Valencia y el pedagogo marxista Germán Zabala.[cita requerida]
Para 1962, 60 estudiantes son becados por el gobierno cubano para estudiar economía, pertenecían a las Juventud Comunista Colombiana (JUCO),  el Movimiento Obrero Estudiantil y Campesino (MOEC)  y las Juventudes del Movimiento Revolucionario Liberal (JMRL) y once de ellos formaron en Cuba la “Brigada Pro Liberación José Antonio Galán”, pero culminan sólo siete, entre ellos Fabio Vázquez Castaño (designado líder), Víctor Medina Morón, Ricardo Lara Parada, Heriberto Espitia, Luis Rovira, José Merchán y Mario Hernández. Las Juventudes del Movimiento Revolucionario Liberal (JMRL) son fundadas por jóvenes castristas afines al Movimiento Revolucionario Liberal de Alfonso López Michelsen. Manuel Vásquez Castaño, hermano de Fabio Vásquez, estudió derecho en la Universidad Libre (Colombia) entre 1959 y 1962, fue miembro de las JRML y profundizó el marxismo en Hungría, y fue el creador de la línea política del ELN desde 1966.
Nace el ELN el 4 de julio de 1964 en la zona rural de la vereda La Fortuna, cerca al cerro Los Andes en el municipio de San Vicente de Chucurí, Santander (donde había operado la guerrilla liberal de Rafael Rangel Gómez, entre 1948 a 1957) con 16 hombres gracias a la mediación de Heliodoro Ochoa de la JUCO de San Vicente de Chucurí; varios excompañeros de Rangel se unen al ELN: José Ayala, Pedro Gordillo (alias “Capitán Parmenio”, cuñado de “Gabino”), Hernán Moreno, Domingo Leal y Luis José Solano Sepúlveda (“Pedrito”), y Nicolás Rodríguez alias “Gabino” quien ingresa contando 14 años en 1964 siendo reclutado por Fabio y animado por su padre (liberal radical), después entran dos familiares más. 
El 7 de enero de 1965, bajo el gobierno de Guillermo León Valencia, 22 guerrilleros del ELN, guiados por alias “El Tuerto”, realizan la primera incursión armada guerrillera en Colombia con la Toma de Simacota (cuidado por cinco policías, los cuales mueren, igual que una niña por una bala perdida) donde dan a conocer el “Manifiesto de Simacota”, en esta acción muere alias “Capitán Parmenio” emboscando al Ejército que venía del Socorro; desertan dos elenos, entre ellos Manuel Muñoz que los delata y ello permite la captura de dos guerrilleros; Fabio Vásquez firma el manifiesto como alias “Carlos Villarreal” y Víctor Medina como alias “Andrés Sierra”, y apuntan la consigna de José Antonio Galán “¡Ni un paso atrás!, ¡Liberación o Muerte!”. Sigue la Toma de Papayal (Norte de Santander) por la columna de Ricardo Lara Parada (entonces en Barrancabermeja), el 3 de febrero, con dos policías muertos y heridos de ambos bandos, para permitir la huida de los otros. Fabio Vásquez realiza un juicio revolucionario y ordena la muerte de Esteban Ríos y Florencio Amaya, por desertar de las filas guerrilleras.

#### Acercamientos con Camilo Torres Restrepo
El 17 de marzo de 1965, la guerrilla del ELN publica la “Plataforma para un Movimiento de Unidad Popular”; el 22 de mayo aparecen públicamente los integrantes del Frente Unido del Pueblo de Camilo Torres Restrepo, el 3 de julio Camilo Torres Restrepo se reúne con Fabio Vásquez en las montañas San Vicente de Chucurí (Santander); consiguen simpatizantes en la Universidad de Antioquia, editan el boletín Insurrección y lo distribuyen en varias ciudades; el 24 de agosto son capturados en Bogotá: José Manuel Martínez Quiroz alias “Comandante Abraham” (abogado de la Universidad Nacional de Colombia, militó en el Frente Unido y sucedió a Camilo Torres) y Heliodoro Ochoa (luego se fugan de Pamplona en 1966), tras incautar correspondencia que además vinculaba al Frente Unido y a Camilo Torres Restrepo, alias “Alfredo Castro” con Fabio Vásquez, alias “Helio”.
El padre Camilo Torres Restrepo es incorporado al frente José Antonio Galán el 19 de octubre como alias “Argemiro”, 40 hombres en el Cerro Los Andes, el 7 de enero de 1966 publica su “Proclama a los colombianos”, con una foto suya con Fabio Vásquez y Víctor Medina; el hecho fue criticado por el Partido Comunista Colombiano (PCC) y la Democracia Cristiana, la fecha no fue propicia por ser vacaciones, muere el 15 de febrero de 1966 en el combate de Patio Cemento (cerca de San Vicente de Chucurí, Santander) con cinco guerrilleros más. Entre ellos, Domingo Leal, enfrentando a la Quinta Brigada del Ejército Nacional que pierde cuatro soldados.

### Periodo 1967-1973
El 9 de marzo de 1967 el periodista mexicano Mario Renato Meléndez filmó el ataque al Ferrocarril del Atlántico por el Frente José Antonio Galán en "Las Montoyas” entre Cimitarra y Barrancabermeja (Santander) dejando 6 policías y 3 funcionarios muertos.  Mario Renato Meléndez realiza una entrevista a Fabio Vásquez, el periodista fue capturado en Bogotá e interrogado.
Víctor Medina ganó la animadversión y difamación de Fabio cuando reconocía terrenos vecinos de fines de 1967 a febrero de 1968, sobre todo por sus críticas al “foquismo” y su conocimiento político; el 22 de marzo de 1968 Fabio Vásquez hace ejecutar a los jefes “traidores” cercanos a Aguilera, incluyendo al segundo al mando, Víctor Medina Morón (destituido en 1967; reemplazado por Ricardo Lara), Heliodoro Ochoa y el médico Julio César Cortés (fundador del FUAR y la FUN , cercano a Camilo Torres Restrepo, y dirigente estudiantil en la Universidad Nacional). 
La Federación Universitaria Nacional (FUN), fue disuelta por el presidente Carlos Lleras Restrepo en 1970. Por estas fechas Fabio Vásquez comenzó a discriminar a los recientes guerrilleros urbanos, exaltaba a los campesinos, enjuiciaba a los de “poca adaptación”, a los “intelectuales”, siendo Manuel Vásquez quien a veces los salvaba, fue época de estancamiento y deserciones, y en 1968 desaparece el Frente Camilo Torres.
El 17 de febrero de 1969 deserta el estudiante Jaime Arenas Reyes, temeroso de morir por dormirse en la guardia, es la primera vez que se conocen las atrocidades de Fabio Vásquez pues los jóvenes y revolucionarios idealizaban su lucha y buscaban entrar al ELN, aunque Jaime Arenas se ganó muchos enemigos, le veían como traidor de la causa de su amigo Camilo Torres. 
En 1969 se realizaron combates en Guayabito, Cimitarra (Santander) y San Pablo (Bolívar); el Ejército Nacional capturó 88 guerrilleros y simpatizantes presentes, en total 215 enjuiciados, varios del frente Camilo Torres de Ricardo Lara (que tendrá sucesivos fracasos), los sobrevivientes se reintegran en 1969 al frente José Antonio Galán; Fabio Vásquez traslada la tropa del Cerro de los Andes a Puerto Berrío, donde Manuel Vásquez tenía una amplia red y por primera vez se encuentran con guerrilleros de las FARC; un grupo huye hacia la zona de colonización y minería de Remedios, Yondó y Segovia (Antioquia) bajo Manuel Vásquez Castaño, otros se expanden por el sur de Bolívar.
Entran en secreto en noviembre de 1969 al ELN los tres curas aragoneses Domingo Laín, Manuel Pérez y José Antonio Jiménez Comín, los recibe Fabio quien sólo aprecia a Domingo Laín (aunque luego lo despreciará por prejuicios). En 1970 fueron sometidos a juicio Medardo Correa “El Paisa” (de Cartago, Valle) y Manuel Pérez “Enrique” (con solo seis meses en el ELN), Manuel Vásquez “Gerónimo” salva al cura Pérez (que no fue apoyado por Domingo Laín) y Fabio Vásquez “Alejandro” lo expulsa, pero el cura rechaza la expulsión, regresa de Puerto Berrío (Antioquia) y es readmitido; bajo Fabio Vásquez el ELN despreciaba alianzas con movimientos sociales y sindicales.
El 26 de junio de 1972 tras hallar documentos de Fabio Vázquez que huyó de la vereda Los Canelos (sur de Bolívar), capturaron 210 guerrilleros de Aguachica, Charta, Bucaramanga, Socorro, Bogotá, Medellín, San Vicente de Chucurí y Barrancabermeja, y se presionó a seis de los once grupos del ELN; Fabio Vásquez se negaba a destruir las cartas porque esperaba conservarlas para el Museo de la Revolución, pero la mayoría terminaron en manos del B2 del Ejército; a mediados de 1973 Fabio Vásquez enjuicia a Ricardo Lara por sus errores en Campo Línea (huyó un secuestrado, hubo deserciones con robos), quiso ajusticiarlo pero lo redujo a cocinero de una comisión, y de improviso deben abandonar el lugar por un ataque de la IV Brigada, que se retira para preparar la Operación Anorí. 

### Operación Anorí
El 18 de octubre de 1973, su hermano Manuel Vásquez Castaño, murió en combate durante la Operación Anorí, una ofensiva militar que casi aniquiló al ELN. La operación se llevó a cabo en el municipio de Anorí, Antioquia, y resultó en la muerte de Manuel, su hermano Antonio, y su compañera sentimental en la finca El Astillero, a orillas del río Porce.
El coronel de Caballería, Álvaro Riveros Abella “Cara de Piedra”, comandante de la IV Brigada de Medellín, y el coronel de Artillería, Calixto Cascante, su Jefe de Estado Mayor, y el Comandante del Comando Operativo No.10 Hernán Hurtado Vallejo, inician la operación el martes 7 de agosto, tres guerrilleros desertaron dando informes a los militares y el Ejército Nacional realiza la “Operación Anorí” durante dos meses bajo el mando del comandante de la V Brigada de Bucaramanga, Ramón Arturo Rincón Quiñónez, con jurisdicción y mando sobre el Magdalena Medio y el coronel Álvaro Riveros Abella, con jurisdicción y mando sobre la región del los ríos Porce, Nus y el nordeste antioqueño, el 19 de septiembre con unos 200 militares, derrotan a unos 135 guerrilleros, el 18 de octubre de 1973 mueren Manuel Vásquez (que obliga a su esposa a rendirse) y Antonio Vásquez Castaño con su esposa, en la finca El Astillero, a orillas del río Porce, también Jerónimo y Emiliano. Fabio Vásquez planea depurar su columna convencido de que hubo infiltración; Ricardo Lara deserta (junto a cinco estudiantes), la columna de Nicolás Rodríguez Bautista “Gabino” sufre deserciones (de 32 guerrilleros quedan 14), igual que la columna de “René” en Remedios, Antioquia (de 33 quedan 12, tras morir varios y desertar otros), la columna de Fabio (que peregrina por Antioquia), la del médico Román (el único de 13 sobrevivientes que no deserta).
Desde 1973 en el ELN primó la parte militar, se fue perdiendo la parte política y el contacto con las universidades, sindicatos, Golconda, MRL, obreros e ideas políticas así como también se pierde el influjo urbano. En 1974 continúan combates esporádicos en las quebrada Santa Bárbara y la quebrada Chiritá (donde detienen a José Manuel Martínez Quiroz estando herido); el 20 de febrero de 1974 en la quebrada La Llama municipio de El Bagre, Antioquia, muere Domingo Laín (entonces sancionado cargando una carabina obsoleta)  bajo tropas de la IV Brigada, y otros dos que intentaron recuperar su cadáver; el Cura Pérez deambula un mes hasta llegar de El Bagre, donde lo ayuda el aserrador Poliarco y en marzo de 1974 llega al sur de Bolívar, tras cruzar el río Yanacué.
Los guerrilleros encarcelados en la Cárcel La Picota y la Cárcel La Modelo aprovechan los 15 días anteriores a las lecciones pasando sus procesos a la justicia ordinaria, por lo cual salen libres por penas cumplidas y se van al monte, entre ellos el bumangués Claudio León Montilla, el ingeniero Fernando Chacón (que en la cárcel se hizo amigo de Ricardo Lara) y el ingeniero de la Universidad Industrial de Santander, Enrique Granados; tras reagrupar a los sobrevivientes, en junio Fabio Vázquez convoca la primera Asamblea Nacional con 70 representantes, en la quebrada Anacoreto (Remedios), donde se ratifica la pena de muerte contra Ricardo Lara (quien desde La Picota escribió a varios periódicos afirmando su lealtad al ELN, pidiendo readmisión, incluso daba la razón al Cura Pérez y a José Manuel Martínez), Fabio recrimina a “René”, a “Toño Loco” y a los tres Bertulfos: Armando Montaño, Orlando Romero y “El Negro” Uribe (que tomaba protagonismo), responsables de la red urbana, que injustamente son condenados a muerte (acusados de vida burguesa, despilfarro, robo de 32 millones, permitir la muerte de los Castaño por no hacer una acción distractora ni rescate; solo el campesino “Condorito” rechazó la condena), meses después reconocen el error, se reparten los grupos a Segovia, Morales, y San Pablo (bajo Gabriel Vera Bernal “Vidal”, y el Cura Pérez), la asamblea se disuelve por la cercanía de operativos militares.

### Exilio en Cuba
En 1974, Fabio Vásquez se trasladó a Cuba, supuestamente para realizarse unos exámenes médicos. Sin embargo, nunca regresó a Colombia. Se ha especulado que su salida fue facilitada por un pasaporte falso y que utilizó la ruta Turbo-Acandí-Panamá para llegar a Cuba, donde se estableció definitivamente. Según algunas versiones, Vásquez fue destituido de sus funciones en el ELN debido a un fracaso militar conocido como la Operación Anorí, así como a acusaciones de conductas inmorales y fusilamientos injustificados dentro de la organización .
En 1973, debido al fracaso militar producto de la Operación Anorí llevada a cabo por el Ejército Nacional, que terminara con la muerte de tres comandantes guerrilleros (entre ellos, dos hermanos de Vásquez Castaño), Fabio Vásquez es sometido a un juicio revolucionario en ausencia por parte de los mandos medios del ELN; entre ellos, alias “Gabino”, quien comunica a Fabio Vásquez en persona su destitución del ELN como comandante en jefe y como miembro de la guerrilla. Temiendo un ajusticiamiento de sus excompañeros, se exilia de manera definitiva en Cuba. Posteriormente, el ELN fue dirigido por varios guerrilleros; entre ellos, alias "Gabino".
En agosto de 1974  Fabio Vásquez sale de Colombia con ayuda de la Madre Consuelo (que consiguió pasaporte falso y le permitió salir por Turbo, Acandí y Panamá) para radicarse en Cuba (para siempre, y comprobaron que estaba bien de salud), encargando a “Gabino” y a Hernán, a los cuales enviaba órdenes por radio (lo cual no fue muy práctico, “Gabino” se entrevistó con él en Praga, capital de la entonces República de Checoslovaquia, y fue ratificado jefe a fines de 1976) y los demás jefes lo cuestionaban, sumado a su posterior largo mutismo, y en la Asamblea de marzo de 1986 lo consideran por fuera del ELN. 
En 1975 el ELN crece con ingresos de las columnas de Jair y Ovidio, gente de “P-J” (Bogotá) y “San Javier” (Medellín), la mayoría universitarios, profesores, que introducen la discusión política esto conllevo a un estropeó de la comunicación por radio con Fabio Vásquez.
Durante mucho tiempo circularon rumores en la prensa de que había sido fusilado por el ELN. Según expresó Nicolás Rodríguez Bautista Gabino (máximo líder del ELN): «Fabio no está muerto, por el contrario se encuentra exiliado en Cuba desde 1975».

### Controversias
La Operación Anorí, una ofensiva militar en la que el ELN sufrió grandes pérdidas, marcó un punto de inflexión en la vida de Vásquez. Tras el fracaso, intentó reagrupar a los sobrevivientes y en una asamblea en la quebrada Anacoreto, ordenó la ejecución de varios de sus compañeros, incluyendo a Ricardo Lara y los llamados "Bertulfos". Estas acciones causaron una deserción masiva y casi llevaron al colapso del movimiento.
Aunque no desarrolló una obra teórica o escrita, su hermano Manuel Vásquez Castaño se preocupó por la formación política de sus compañeros en la lucha armada. Junto con su hermano Antonio y otros miembros del ELN, creó "Simacota", el primer órgano de información del ELN, con el objetivo de difundir artículos formativos para militantes y bases campesinas.[cita requerida]

### Muerte
Fabio Vásquez Castaño murió el 10 de diciembre de 2019 en La Habana, Cuba, a los setenta y nueve años, por causas naturales, donde había residido desde su salida de Colombia, luego de su destitución como comandante del ELN.